# Casa di Charles F. Blood
La Casa di Charles F. Blood (in inglese: Charles F. Blood House) è una storica residenza della città di Ithaca nello Stato di New York.

## Storia
Quando la casa venne eretta nel 1868 per il mercante Charles F. Blood (1826-1898) presentava molto probabilmente uno stile neogreco. Nel 1873 venne rimaneggiata dall'architetto William Henry Miller, che le diede i suoi attuali connotati italianeggianti.
L'avvocato Charles H. Blood (1866-1938), figlio di Charles e costruttore del quartiere di Cayuga Heights, possedette la proprietà sino al 1920.
L'edificio ha lo status di proprietà contributiva all'interno del distretto storico di East Hill da quando questo venne istituito nel 1986.

## Descrizione
La casa è situata al 414 di East Buffalo Street nel quartiere di East Hill, a poca distanza dal centro di Ithaca.
L'edificio, sviluppato su due livelli principali più un piano mansardato, presenta uno stile italianeggiante, come testimoniano le alte e strette finestre e l'estensivo utilizzo di mensole sotto gli sporgenti cornicioni. Altrettanto tipica è la torretta che caratterizza i prospetti rivolti verso meridione e occidente, coperta da un tetto a mansarda culminante in decorazioni in ferro battuto.

## Galleria d'immagini

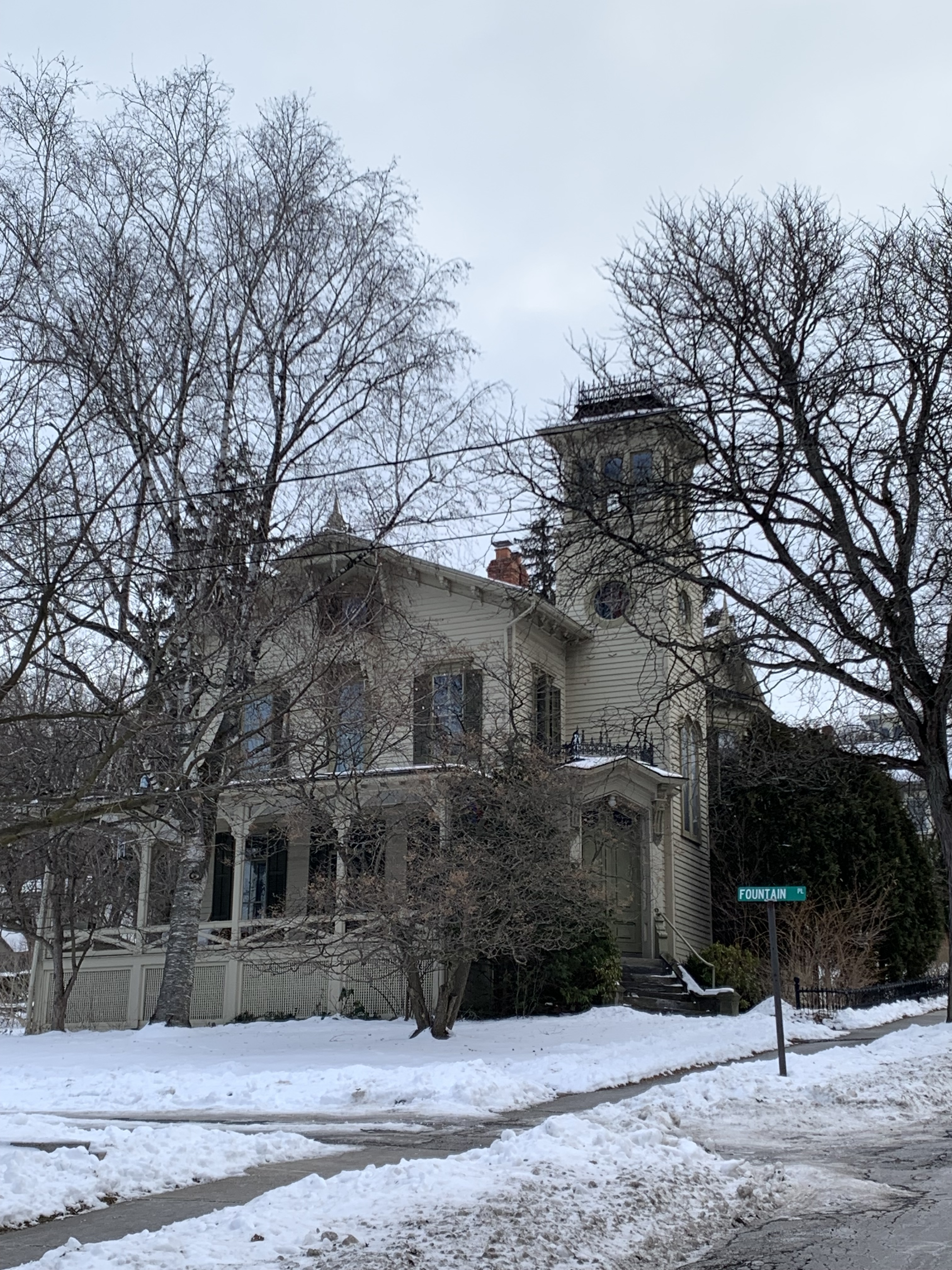
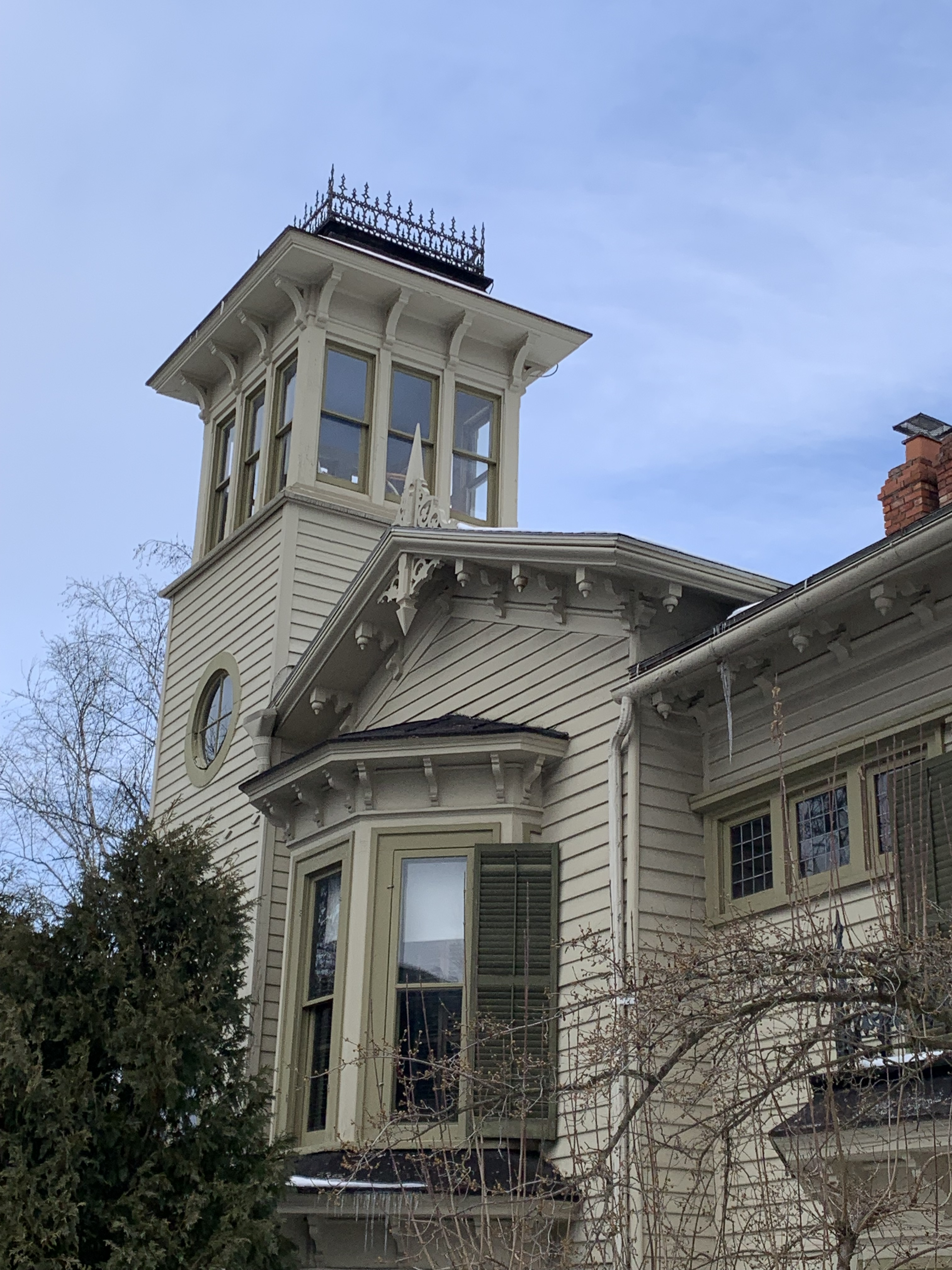
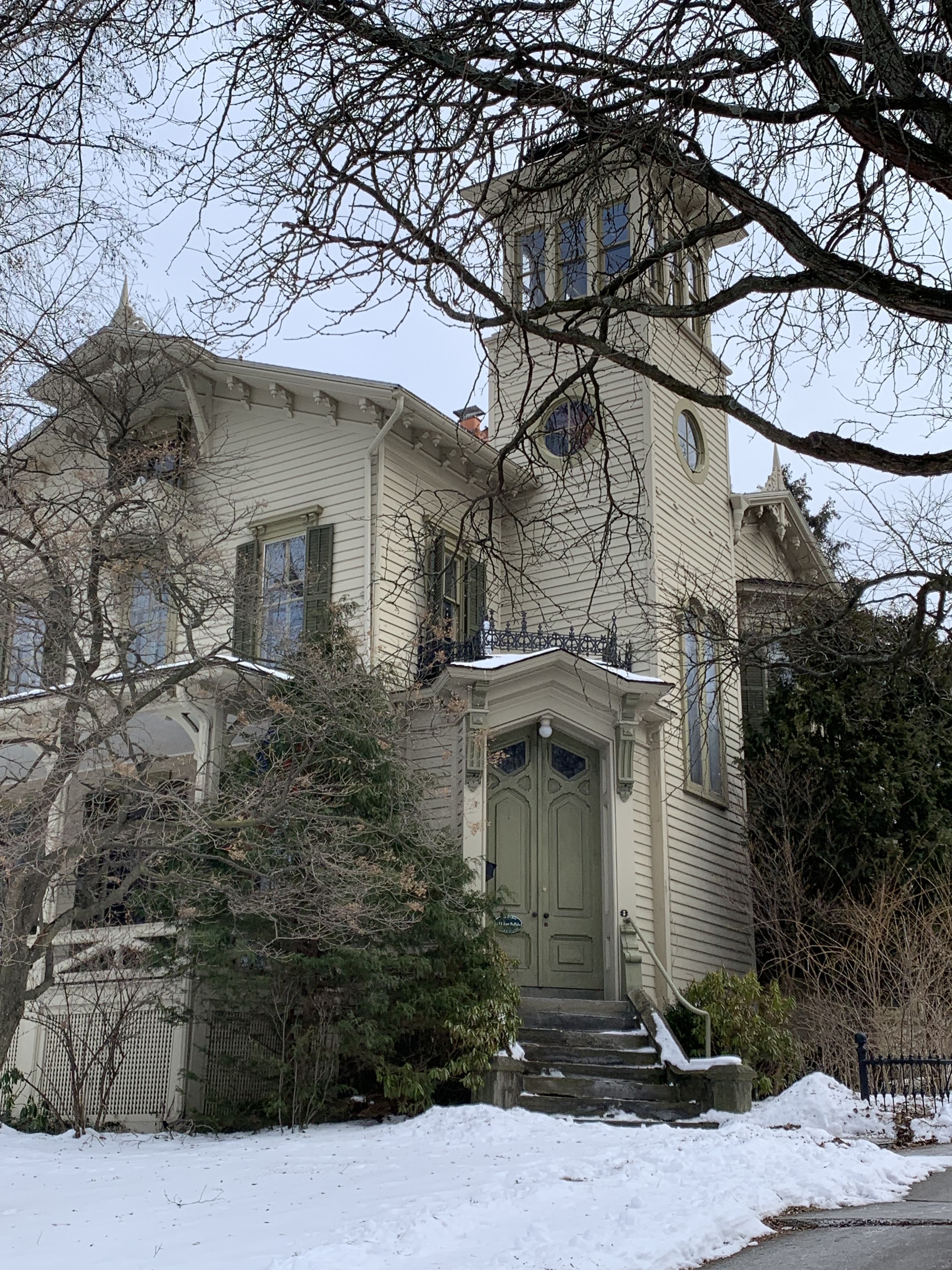